# La carica dei seicento
La carica dei seicento (The Charge of the Light Brigade) è un film del 1936 diretto da Michael Curtiz.
Il film è ispirato all'episodio storico della Carica dei 600 della Battaglia di Balaklava, durante la guerra di Crimea (1853 - 1856), dove un intero reggimento di ussari inglesi venne massacrato il 24 ottobre 1854.
La trama include un evento simile all'assedio di Cawnpore durante la ribellione indiana del 1857. 
Questo è stato il secondo di otto film in cui Errol Flynn e Olivia de Havilland sono coprotagonisti. Un film successivo è stato girato nel 1968 con lo stesso nome, The Charge of the Light Brigade (in italiano I seicento di Balaklava), e vede come interpreti Trevor Howard e Vanessa Redgrave.

## Trama
Nel 1854, il maggiore Geoffrey Vickers e suo cugino, il capitano Perry Vickers, sono di stanza in India, con il 27° Lancieri dell'esercito britannico (durante il periodo del dominio della Compagnia delle Indie Orientali sul subcontinente indiano). Perry ha segretamente tradito Geoffrey, rubando l'amore della sua fidanzata Elsa.
In occasione di una visita ufficiale al rajah locale, Surat Khan, durante una battuta di caccia Geoffrey salva la vita al rajah, il quale gli promette eterna gratitudine.

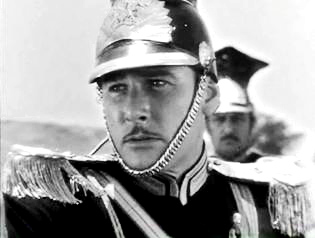
Errol Flynn

In seguito, il maggiore Vickers è di stanza nella guarnigione britannica di Chukoti (all'interno della parte della frontiera nord-occidentale controllata da Surat Khan), insieme alle famiglie di altri militari britannici. Un errore di calcolo militare porta al ritiro delle truppe a Lohora, esponendo inutilmente Chukoti ad un forte assedio. Il comandante britannico, il colonnello Campbell, cede Chukoti a Surat Khan, che poi massacra gli abitanti, comprese le famiglie britanniche, ma risparmia il maggiore Vickers ed Elsa mentre fuggono dal massacro, ripagando il proprio debito con Geoffrey. Surat Khan allea le sue forze con la Russia imperiale, che gli inglesi combattono nella guerra di Crimea.
Il triangolo amoroso e la ricerca della vendetta si risolvono nella battaglia di Balaclava. Consapevole che Surat Khan sta ispezionando le posizioni russe di fronte al 27° Lancieri, il maggiore Vickers sostituisce segretamente gli ordini scritti di Sir Charles Macefield al comandante della Brigata Leggera, Sir Benjamin Warrenton, per ritirarsi dalle alture di Balaclava. Vickers invece ordina il famoso attacco suicida in modo che i lancieri possano vendicare il massacro di Chukoti.
Prima della carica il maggiore Vickers ricorda alle truppe del Massacro di Chukoti e lì dirige la loro rabbia: "Il nostro obiettivo è Surat Khan!" Anche se quasi tutti i  600 Lancieri cadono durante l'assalto, i superstiti violano con successo le posizioni dell'artiglieria russa, dietro le quali Vickers trova e uccide Surat Khan, a costo della propria vita.
Più tardi, emerge che il maggiore Vickers scrisse una nota a Sir Charles Macefield spiegando le sue azioni, cosa che costrinse suo cugino Perry Vickers a consegnarla alla corte marziale, risparmiando così la quasi certa condanna a morte da parte della corte. Dopo aver ricevuto la spiegazione del maggiore Vickers sui motivi dell'accusa, Macefield si assume la responsabilità e brucia la nota per proteggere il buon nome di Vickers.

## Produzione
Il film è stato prodotto da Samuel Bischoff, con Hal B. Wallis come produttore esecutivo, da una sceneggiatura di Michael Jacoby e Rowland Leigh, tratto da una storia di Michael Jacoby basata sul poema The Charge of the Light Brigade di Alfred, Lord Tennyson. La colonna sonora è stata di Max Steiner; il suo primo per la Warners e la cinematografia di Sol Polito. Scene sono state girate nelle seguenti località della California: Lone Pine, Sherwood Lake, Lasky Mesa, Chatsworth e Sonora. Le montagne della Sierra Nevada sono state utilizzate per le scene del Passo Khyber.

### La scena della carica
Il film raggiunge il suo momento più avvincente nella ricostruzione della Carica dei 600, dove i Lancieri della 27ª Brigata si lanciarono al galoppo sotto i cannoni russi.
Durante le riprese morirono 25 cavalli, cosa che impose al Congresso degli Stati Uniti di emanare una legge che salvaguardasse gli animali sui set cinematografici. Per provocare la caduta dei cavalli vennero tesi dei fili al suolo che facevano inciampare gli animali in corsa, durante le riprese una delle comparse morì cadendo da cavallo.
A seguito di simili incidenti l'American Society for the Prevention of Cruelty to Animals (ASPCA) si batté per mettere al bando dai set cinematografici l'uso di simili espedienti.

## Riconoscimenti
- Premi Oscar 1937: Oscar alla migliore aiuto regia a Jack Sullivan
- Candidatura all'Oscar alla migliore colonna sonora
- Candidatura all'Oscar al miglior sonoro